# Les aventures de Tintín
Les aventures de Tintín (Les Aventures de Tintin, en la versió original francesa) és una sèrie d'historietes en còmic creades pel dibuixant belga Hergé que tenen per protagonista al periodista Tintín.
És la sèrie de còmics europea més longeva i probablement la més influent del segle xx, malgrat que els àlbums d'Astèrix puguin tenir de vegades més vendes. Creada per l'autor belga Georges Remi, conegut pel pseudònim d'Hergé, i característica de l'estil gràfic i narratiu anomenat "línia clara", comprèn un total de 24 àlbums, el primer dels quals fou publicat el 1929 i el penúltim el 1975. El darrer, Tintín i l'Art-Alfa, quedà inacabat a la mort d'Hergé, però se n'han publicat les proves i esborranys amb un format diferent de la resta d'àlbums. Totes les aventures de Tintín foren escrites per Hergé, qui es negà a què la sèrie continués després de la seva desaparició. La sola excepció és "Tintín al llac dels taurons", basat en el film d'animació homònim, el qual fou autoritzat per Hergé en vida, bé que va rebre pressions editorials per tal de permetre la publicació d'aquest còmic-pel·lícula.
Els àlbums considerats verdió definitiva, tots ells acolorits, del mateix firmat i amb el mateix nombre de pàgines, provenen en molts casos de publicacions setmanals en revistes, amb un format i vinyetatge diferents dels finals. Els primers àlbums publicats ho van ser en blanc i negre. Dels àlbums acolorits també hi ha diferents versions que actualitzen, per exemple, vehicles o vestimenta.
La popularitat de Tintin també ha fet que hi hagi publicades moltes aventures no autoritzades i paròdies, que es compten per dotzenes arreu del món.
A part del periodista protagonista, Tintin, hi ha una sèrie de personatges principals recurrents a les aventures: el gos Milú, el capità Haddock, el professor Tornassol i els detectius Dupond i Dupont; i els malvats Rastapopoulos, Allan o el Doctor Müller. Altres personatges secundaris recurrents són per exemple la Bianca Castafiore, en Xang, el general Alcázar, el general Tapioca o el majordom Nèstor.

Personatges de Les aventures de Tintin

## Història
Els primers set episodis de les aventures de Tintín es van publicar entre 1929 i 1939 en diversos lliuraments a Le Petit Vingtième, suplement del diari belga d'orientació catòlica Le Vingtième Siècle (la publicació de la vuitena, Tintín al país de l'or negre, quedà interrompuda el 1940 per la invasió alemanya de Bèlgica, i l'autor no la reprengué fins al cap d'uns anys). Les aventures de Tintín continuaren apareixent a altres publicacions, com el diari Le Soir (durant l'ocupació alemanya de Bèlgica, entre 1940 i 1944), i el setmanari Tintin, des de 1946 i fins al 1976.
Totes les aventures del personatge foren recollides en àlbums independents i traduïdes a nombrosos idiomes, inclòs el català, amb gran quantitat de reedicions. A partir de L'estel misteriós (1943), els àlbums foren editats en color, i hom acolorí també els llibres apareguts anteriorment (amb l'excepció de Tintín al país dels Soviets). Les noves edicions dels àlbums patiren lleugers canvis per esmenar errors d'ambientació (com a L'Illa Negra) o per fer-los més políticament correctes (Tintín al Congo).
La primera aventura de Tintín escrita i dibuixada per Hergé fou Tintín al país dels soviets, un àlbum datat dels anys 1929 - 1930, en blanc i negre i de declarat contingut anticomunista. En aquest primer àlbum, el jove periodista viatjava a Rússia i comprovava personalment els perniciosos efectes que la revolució dels bolxevics havia provocat en la societat soviètica. Els comunistes europeus de l'època van arribar a amenaçar de mort Hergé pel contingut d'aquesta primera aventura que mostrava una societat corrupta i deshumanitzada.
El seu segon àlbum, Tintín al Congo (1930), fou també força polèmic pel racisme que semblava veure's en algun dels seus passatges i perquè presentava els joves de raça negra com a simples escarrassos.
És a partir d'aleshores quan les aventures de Tintín fan un tomb radical i comencen a tenir un caràcter marcadament crític i en denúncia dels perills de la democràcia i de molts dels problemes de la societat mundial: tràfic de drogues (Els cigars del faraó), trames diplomàtiques (El lotus blau), els conflictes al voltant del petroli i els abusos de les multinacionals occidentals (Tintín al país de l'or negre), l'actual tràfic il·legal d'esclaus (Stoc de coc), els problemes de les dictadures de l'Amèrica Central (Tintín i els «Pícaros»), etc.
També hi surten temes clàssics de la literatura sense cap al·lusió a cap crítica política, com per exemple la recerca d'un tresor (El secret de l'Unicorn i El tresor de Rackham el Roig).
S'ha d'assenyalar, també, Tintín al llac dels taurons, la pel·lícula de dibuixos animats que es feu sobre Tintín, que posteriorment els Estudis Hergé convertiren en un àlbum de Tintín. Aquest àlbum ha despertat certa polèmica, tant per la seva qualitat (que hom podria definir només com a "acceptable") com també pel fet de ser un àlbum no escrit pel mateix Hergé, cosa que posa en discussió si s'ha de considerar o no com un àlbum oficial de Tintín.

## Tintín en català
Joan Manuel Soldevilla, en un article al Zeitschrift für Katalanistik, explica:
"la relació de Tintín amb els territoris de parla catalana ha estat molt intensa des de mitjans dels anys seixanta fins a l'actualitat. Els lectors del país han considerat gairebé propi un personatge i una obra que, sense cap mena de dubte, podem considerar com un dels fenòmens transcendentals de la cultura de masses del segle xx; ara bé, aquesta apassionada apropiació de l'obra d'Hergé que han dut a terme els tintinaires del país, aquest sentir com a nostre i nostrat l'heroi, s'ha produït malgrat les relacions de Tintín i Hergé amb Catalunya que van ser, en el primer cas inexistents i, en el segon, escasses."
La importància d'aquest èxit, Soldevilla l'atribueix a tres factors principals: la francofília de la cultura catalana d'aquella època, la tradició de ninotaires i de revistes al país (i fins i tot d'una estètica propera a la línia clara d'Hergé), i l'estratègia comercial de l'editorial Joventut, ajudada per la publicitat feta pel diari burgès La Vanguardia.
Existeixen igualment versions publicades en dialectes alguerès i en cadaquesenc, preuades pels col·leccionistes.

### Traducció al català
Les aventures de Tintín es poden llegir en català, des del 1964, publicades per  l'editorial Joventut gràcies al seu traductor exclusiu, Joaquim Ventalló (Terrassa, 1899 - Barcelona 1996), que va traduir tota la sèrie, començant en ple franquisme, amb volums com ara Les joies de la Castafiore i Tintín al país de l'or negre (1965), fins al 1987, amb el volum Tintín i l'Art-Alfa, quan el traductor ja tenia 88 anys. Un dels trets més significatius d'aquesta traducció és la inventiva en versionar en català la llarga llista d'insults i renecs que profereix el capità Haddock. Aquest exercici lingüístic ha quedat aplegat en un llibre que es titula "Llamp de llamp de rellamp de contra-rellamp", on s'apleguen més de 800 paraules i expressions. Aquest llibre, a manera d’homenatge a Ventalló, compta amb textos d'altres persones, com ara el filòleg August Rafanell o la filla del traductor, que escriu: “Posava il·lusió i entusiasme en les traduccions per tal que els lectors en gaudissin tant com ho havia fet ell i nosaltres quan érem nens. (…) Si tenia qualsevol dubte en relació amb les expressions marineres emprades pel capità Haddock ho consultava amb els amics mariners i pescadors d'El Port de la Selva, on anàvem tots els estius, per trobar l'equivalent català.”
Entre les darreres traduccions de Joaquim Ventalló i les primeres del nou equip n'hi va haver algunes d'Albert Jané, en edicions que recuperaven versions originals d'àlbums antics. En un article al Punt Avui, Tintín català, Manuel Cuyàs critica l'empobriment i castellanització de la llengua de les noves traduccions de Tintín, si bé ja hi havia hagut una reelaboració de la traducció a partir del 1992, tot i que en aquella etapa intermediària els títols s'havien mantingut (p. ex. L'Estel misteriós en comptes de L'estrella misteriosa, L'orella escapçada i no L'orella trencada, tanmateix conforma al títol original L'oreille cassée).

### Revistes
La serialització de l'obra de Tintín era el procediment original per fer arribar les aventures al seu públic; l'àlbum era el resultat final d'aquest procés. A Espanya, l'únic àlbum que va arribar primer als lectors d'aquesta manera va ser la versió castellana de Vol 714 a Sidney i ho va fer a la revista Tintín que editava Zendrera, que es va deixar de publicar al cap de 75 números.
A partir de 1981, l'editorial Bruguera publicà una revista amb el mateix nom, fins a un total de vint números.
En català, es publicà la serialització d'El temple del sol, però no en la versió original de còmic sinó en la de la pel·lícula de dibuixos animats, transportada al paper. Se n'encarregà la revista Tretzevents a partir del número 182, l'any 1973, quan encara s'anomenava L'infantil.

### Mitjans de comunicació i periodistes
- Programa de Jordi Tardà a Catalunya Ràdio: conjunt d'edicions especials, des de Nadal del 2007, dedicades al personatge d'Hergé.[8]
- El programa de divulgació científica Quequicom (TV3) dedica un reportatge a les qüestions científiques que apareixen als àlbums de Tintín.[9]
- El febrer de 2013, en una peça informativa[10] de TV3 sobre la caiguda de meteorits es fa una referència llarga a l'àlbum de Tintín L'estel misteriós.
- La revista infantil Cavall Fort dedica un número especial a Tintín,[11] amb motiu del centenari d'Hergé.
- El maig de 2013, el periodista català Jordi Évole és comparat amb Tintín en un article que publica el diari francès Libération.[12]

### Exposicions
L'any 1984 (de 27 de setembre a 25 de novembre) la Fundació Joan Miró acull l'exposició Tintín a Barcelona, a partir d'una proposta de Juan Bufill, Manuel Huerga i Pere Torrent (Peret). Un catàleg publicat per Joventut recollia tots els treballs d'homenatge a Hergé, amb col·laboracions d'Albert Ullibarri, Juan Bufill, Ignacio Molina i Michel Baudson, juntament amb diferents aportacions de tintinòlegs reconeguts com a Benoît Peteers, Bob de Moor, Michel Serres o Pierre Streckx. L'exposició també comptava amb l'escenografia creada per Peret que unia elements de l'exposició original de Brussel·les amb aportacions pròpies de l'exposició a Barcelona com una gran rèplica del coet amb el qual va anar a la Lluna en Tintín a l'entrada de la Fundació Miró i un gran bolet com el de L'estel misteriós situat dintre de l'edifici, peces creades per Rafael Bufill. A més, es va editar el llibre El museu imaginari de Tintín, traducció del que s'havia escrit per a una exposició a Brussel·les.
Aquest esdeveniment suscita una reacció en contra d'un grup d'autors relacionats amb el còmic que firmen un manifest contra l'exposició, i de passada contra la tendència de l'anomenada línia clara, al diari El País. Firmen Jordi Bernet, Jesús Blasco, Javier Coma, Juan Cueto, Romà Gubern, Víctor Mora, Ricardo Muñoz, Enric Sió, Suay, Maruja Torres i Josep Toutain.
El 1999 s'obre "Els joguets de Tintín" al Museu del Joguet de Figueres. L'any següent, la mateixa institució programa "Tintín, les imatges del segle XX".
L'any 2007 es va veure per primer cop, a la Fontana d'Or de Girona, la col·lecció sobre Tintín del periodista musical Jordi Tardà. Després, aquesta col·lecció es va poder veure a Madrid, València i Vitòria.
De juny de 2003 a gener de 2004, el Museu Marítim de Barcelona va oferir l'exposició Llamp de llamp, que destacava els aspectes de Tintín relacionats amb el mar i les embarcacions.
L'edició de l'any 2007 del Saló Internacional de l'Automòbil de Barcelona contenia l'espai "Tintín i els cotxes", per exposar diversos vehicles que apareixen a les historietes del reporter. L'any anterior s'havia fet en un saló automobilístic de Brussel·les.
El juny de 2013 es va fer l'exposició Aquell jove reporter belga que tenia un fox terrier blanc al Museu d'Història de Catalunya.
El març de 2014, al Centre Cultural Can Fabra de Barcelona s'exposa una mostra de la incidència de Tintín a Catalunya, amb un homenatge particular al seu traductor al català Joaquim Ventalló amb motiu dels cinquanta anys de la publicació del primer volum de Tintín en aquesta llengua. Porta el títol "Tintinaires de Catalunya".

### Seguidors
L'any 2004 es constitueix legalment a Castellcir "1001 Associació catalana de tintinaires". Aplega uns quants centenars de socis, organitza trobades sobre Tintín a diverses poblacions catalanes i manté un espai web dedicat als llibres de Tintín. Aquesta entitat havia nascut abans amb el nom de "TintínCat" però el va haver de canviar a causa de les pressions rebudes per part de l'empresa Moulinsart, que gestiona els drets d'Hergé. Fruit de l'acord entre l'associació catalana i els titulars dels drets sobre l'obra de Tintín, la publicació que es distribueix als socis incorpora il·lustracions autoritzades.
El blog  Tintín en català es va activar l'any 2013, com a continuació d'una pàgina sobre Tintín en la mateixa llengua que funcionava des de l'any 2001.

### Paròdies i apòcrifs
Tintín a Barcelona és un còmic apòcrif que es publica l'any 1984 sense firma ni dipòsit legal. Situa el reporter a la capital catalana i hi fa aparèixer el personatge Massagran. S'edita en català i en castellà i és una peça de col·leccionista. Però hi ha moltes més versions apòcrifes. L'editorial francesa Le Leopard Masqué, per exemple, manté a la venda una col·lecció anomenada "Les aventures de Saint-Tin" malgrat les batalles judicials que ha hagut de mantenir amb Moulinsart. La persecució dels titulars dels drets contra aquestes recreacions han impedit que diversos àlbums es puguin reeditar, com va ser el cas de "Tintin in Thailand", esdevingut una peça rara a Europa però reimprès al país on s'ha traslladat l'aventura.
L'artista Dran situa Tintín en una Barcelona de borratxeres i mala vida després de fer interpretacions sobre la presència del personatge a França i Anglaterra que s'exposen a sales de París i Londres. Dran és un artista d'art urbà que els mitjans anomenen el "Banksy francès".
En un blog d'humor anomenat Humor.cat s'hi pot trobar una il·lustració  Arxivat 2014-11-09 a Wayback Machine. que parodia la coberta de Stoc de coc i que al·ludeix a la crisi econòmica i les retallades dels pressupostos públics. Les variacions a partir de les cobertes dels àlbums de Tintín són freqüents malgrat que els titulars dels drets miren d'impedir-ho. Se'n poden trobar col·leccions a diversos llocs web.
Les noves traduccions de l'editorial Casterman, que apareixen a partir de l'any 2001, són d'Isabel Negre i l'equip Link (dirigit per Núria Salvador).

## Llegat
L'estil pictòric d'Hergé (anomenat "de línia clara") ha influït nombrosos artistes posteriors, tant de còmic com d'altres mitjans (destaca per exemple el reconeixement explícit d'Andy Warhol). El fet de concebre una sèrie global i la narrativitat de les aventures van suposar un punt d'inflexió al món del còmic.

## Alguns personatges
- Tintín. Noiet jove, pentinat amb tupè i sempre acompanyat del seu gosset Milú. Se'l pot descriure com un xicot aventurer, valent, altruista, intel·ligent, actiu i amistós, però també molt decidit a combatre i denunciar la maldat del món. La seva primera aparició fou quan, per denunciar el règim dels Soviets, anà a Rússia amb el Milú; i el darrer cop que fou vist, després d'haver recorregut mig món amb ses aventures, va ser quan, a punta de pistola, era endut pels criminals de l'art Alfa per ser convertit en una "estàtua viva"...
- Milú. Petit fox-terrier, amant dels ossos i sempre fidel al seu amo Tintín, que ajuda quan es troba en algun destret, ja sigui causat pels enemics o simplement per qualsevol circumstància adversa; també el seu amo l'ajuda sempre que té problemes. Al principi tingué alguna picabaralla amb la gata del castell del Molí, però després acabà fent-se'n amic.
- Capità Haddock. Vell llop de mar aficionat a la beguda i a la vida hedonista i tranquil·la. En Tintín conegué el capità quan aquest era enganyat i manipulat pel seu malvat contramestre Allan Thompson, però quan s'adonà de la situació perillosa en què es trobava s'alià amb Tintín i Milú, i des d'aleshores sempre l'acompanya en les seves aventures. És propietari del castell del Molí (que pertanyia als seus avantpassats), i convidà en Tintín a conviure amb ell, cosa que feu a partir de llavors en la resta de les seves aventures.
- Silvestre Tornassol. Savi genial, polifacètic i distret, i una mica sord i irritable, però sempre de bona voluntat. Conegué Tintín i als seus amics quan, amb els seus invents, ajudà en Haddock a recuperar el castell del Molí i el tresor dels seus avantpassats. Des d'aleshores, el capità el convidà a viure amb ell al castell, cosa que acceptà. I a partir d'aquell moment, va tenir una participació destacada en bona part de les aventures posteriors de Tintín.
- Dupond i Dupont. Policies simpàtics i una mica desorganitzats i ingenus, però sempre persistents, lleials i de bona voluntat. Semblen bessons, encara que no ho són. Es conegueren amb Tintín quan, per una falsa i premeditada denúncia, l'hagueren de detenir quan viatjava a bord d'un creuer. D'aleshores ençà, de vegades com a perseguidors, però sempre al final com a aliats, acompanyaren en Tintin en gran part de la resta d'aventures.
- Bianca Castafiore. Cantant d'òpera. Conegué en Tintín quan, dirigint-se a l'Òpera de Klow, es creuà amb ell pel camí. Des d'aleshores tingué un paper destacat en bastants de les aventures tintinaires, sempre com a amiga del xicot. Tot i ser una dona orgullosa, i de vegades una mica pesada, és a la seva manera amable i treballadora. La seva relació amb en Haddock és en general una mica tensa, però ell sempre, en certa manera, la respecta i la tolera. A part, ha despertat una mica d'admiració en el professor Tornassol, i ha tingut una "curiosa relació formal" amb els Dupont i Dupond.
- Niko i Nuxka. Noiets de poca edat, que apareixen a Tintín i el llac dels taurons. El primer és un xicot pèl-roig, i la segona una noieta rossa amb trenes. Conegueren al Tintín (i als seus amics) quan els salvaren de morir estimbats per un abisme (eren dintre d'un avió sabotejat). Aviat ajudaren a en Tintín a detenir al malvat Rastapòpoulos. quan aquest intentava robar i falsificar objectes d'art a escala massiva. Van normalment acompanyats pel seu gos, de nom "Quisso".
- Rastapopoulos. Productor cinematogràfic malvat, que participa en molts "negocis" il·legals, com és ara el tràfic d'opi, el segrest (d'en Laszlo Carreidas) o fins al robatori d'objectes d'art. És considerat sempre el dolent principal de les aventures tintinaires. Apareix clarament per primer cop quan té una discussió amb Filemó Sicló; aleshores, mai li perdonà a en Tintín que li impedís utilitzar la violència contra l'egiptòleg distret i, per aquest motiu, i també perquè no fos un obstacle per als seus negocis criminals, intentà fer-lo empresonar per la llei, assassinar-lo o fer-li d'altres malifetes. És el líder de malvats com el japonès Mitsuhirato (avui difunt), el contramestre Allan Thompson, el comerciant Omar Ben Salat i d'altres, els quals per norma li són molt fidels en les seves maquinacions. Al final, segons l'àlbum de Tintín al llac dels taurons, en Rastapòpoulos, perseguit per en Tintín, acaba detingut per la policia sildava, i, aparentment, és l'última cosa que se'n sabrà.
- Ivan Ivanovitch Sakharine. És un obsessiu col·leccionista de maquetes de vaixells antics, a El secret de l'Unicorn, Tintin, puja i guanya la subhasta d'un vaixell antic el qual li vol regalar al capità Haddok, quan la venda ja està tancada, fa la seva aparició Sakharine, disposat a reactivar la subhasta, no se'n surt i busca a Tintin per tal d'aconseguir que aquest li vengui i així poder posseir el preuat vaixell.[28]
- W.R. Gibbons. Director de la Steel Company, amic de Dawson i home racista i malgenuit. Mai li perdonà al Tintín que li impedís apallissar un xinès amb el qual va tenir un incident de tràfic, i, des d'aleshores, amb la col·laboració d'un amic seu (el comissari Dawson), intentà perjudicar-lo legalment de diverses maneres. Hom podria sospitar que fos responsable, d'una forma o altra, del segrestament del savi Fan-se-yeng. Al final, decebut, assistí a la victòria d'en Tintín en una cafeteria qualsevol; només déu sap què se'n va fer d'ell a partir d'aleshores.
- Dawson. Cap de policia de la concessió internacional de Xangai, i un vell amic d'en Gibbons. Com que el Tintín era "un emprenyador" per als seus coneguts Mitsuirato i Gibbons, intentà perjudicar el jove reporter de diverses formes (per exemple, entregant-lo a les autoritats japoneses). Després, davant la derrota de Mitsuirato i Rastapopoulos, el trobem venent material de guerra al general Alcazar i a altres dirigents importants; però aquí també els seus plans són frustrats per Tintín i els seus aliats; descobert per la llei gràcies a ells, és evidentment detingut i, sembla, és el darrer que se'n sabrà.

## Àlbums

### Acabats i realitzats per Hergé
| Núm. àlbum | Títol                        | Serialització | Publicació en blanc i negre | Publicació en color | Any de la 1a publicació en català | Notes |
| ---------- | ---------------------------- | ------------- | --------------------------- | ------------------- | --------------------------------- | --- |
| 1          | Tintín al país dels soviets  | 1929–1930     | 1930                        | 2017                | 1964                              | Hergé va evitar la republicació de la història fins al 1973. |
| 2          | Tintín al Congo              | 1930–1931     | 1931                        | 1946                | 1969                              | Republicats en color i en un format de 62 pàgines. |
| 3          | Tintín a Amèrica             | 1931–1932     | 1932                        | 1945                | 1969                              | Republicats en color i en un format de 62 pàgines. |
| 4          | Els cigars del faraó         | 1932–1934     | 1934                        | 1955                | 1964                              | Republicats en color i en un format de 62 pàgines. |
| 5          | El lotus blau                | 1934–1935     | 1936                        | 1946                | 1965                              | Republicats en color i en un format de 62 pàgines. |
| 6          | L'orella escapçada           | 1935–1937     | 1937                        | 1943                | 1965                              | Republicats en color i en un format de 62 pàgines. |
| 7          | L'illa negra                 | 1937–1938     | 1938                        | 1943, 1966          | 1966                              | Republicats en color i en un format de 62 pàgines. |
| 8          | El ceptre d'Ottokar          | 1938–1939     | 1939                        | 1947                | 1965                              | Republicats en color i en un format de 62 pàgines. |
| 9          | El cranc de les pinces d'or  | 1940–1941     | 1941                        | 1943                | 1966                              | Republicats en color i en un format de 62 pàgines. |
| 10         | L'estel misteriós            | 1941–1942     |                             | 1942                | 1965                              | L'estel misteriós va ser la primera història que es va publicar originalment en color. Els àlbums 10–15 es van veure marcats per la guerra i canvis de col·laboració constants. |
| 11         | El secret de l'Unicorn       | 1942–1943     |                             | 1943                | 1965                              | L'estel misteriós va ser la primera història que es va publicar originalment en color. Els àlbums 10–15 es van veure marcats per la guerra i canvis de col·laboració constants. |
| 12         | El tresor de Rackham el Roig | 1943          |                             | 1944                | 1964                              | L'estel misteriós va ser la primera història que es va publicar originalment en color. Els àlbums 10–15 es van veure marcats per la guerra i canvis de col·laboració constants. |
| 13         | Les 7 boles de cristall      | 1943–1946     |                             | 1948                | 1967                              | L'estel misteriós va ser la primera història que es va publicar originalment en color. Els àlbums 10–15 es van veure marcats per la guerra i canvis de col·laboració constants. |
| 14         | El Temple del Sol            | 1946–1948     |                             | 1949                | 1965                              | L'estel misteriós va ser la primera història que es va publicar originalment en color. Els àlbums 10–15 es van veure marcats per la guerra i canvis de col·laboració constants. |
| 15         | Tintín al país de l'or negre | 1948–1950     |                             | 1950, 1971          | 1965                              | L'estel misteriós va ser la primera història que es va publicar originalment en color. Els àlbums 10–15 es van veure marcats per la guerra i canvis de col·laboració constants. |
| 16         | Objectiu: la Lluna           | 1950–1952     |                             | 1953                | 1968                              | Els àlbums 16–23 (i les edicions revisades dels àlbums 4, 7 i 15) són creació dels Estudis Hergé.                                                                               |
| 17         | Hem caminat damunt la Lluna  | 1952–1953     |                             | 1954                | 1968                              | Els àlbums 16–23 (i les edicions revisades dels àlbums 4, 7 i 15) són creació dels Estudis Hergé.                                                                               |
| 18         | L'afer Tornassol             | 1954–1956     |                             | 1956                | 1967                              | Els àlbums 16–23 (i les edicions revisades dels àlbums 4, 7 i 15) són creació dels Estudis Hergé.                                                                               |
| 19         | Stoc de coc                  | 1956–1958     |                             | 1958                | 1967                              | Els àlbums 16–23 (i les edicions revisades dels àlbums 4, 7 i 15) són creació dels Estudis Hergé.                                                                               |
| 20         | Tintín al Tibet              | 1958–1959     |                             | 1960                | 1965                              | Els àlbums 16–23 (i les edicions revisades dels àlbums 4, 7 i 15) són creació dels Estudis Hergé.                                                                               |
| 21         | Les joies de la Castafiore   | 1961–1962     |                             | 1963                | 1964                              | Els àlbums 16–23 (i les edicions revisades dels àlbums 4, 7 i 15) són creació dels Estudis Hergé.                                                                               |
| 22         | Vol 714 a Sidney             | 1966–1967     |                             | 1968                | 1969                              | Els àlbums 16–23 (i les edicions revisades dels àlbums 4, 7 i 15) són creació dels Estudis Hergé.                                                                               |
| 23         | Tintín i els "Pícaros"       | 1975–1976     |                             | 1976                | 1976                              | Els àlbums 16–23 (i les edicions revisades dels àlbums 4, 7 i 15) són creació dels Estudis Hergé.                                                                               |

### Altres àlbums
- Tintín i el llac dels taurons (1972): còmic d'una oficialitat sovint molt discutida (i sovint no reconeguda); aparentment avalat pels estudis Hergé almenys en el seu temps; presència de Niko i Nuxka.
- Tintín i l'Art-Alfa (1986): còmic no finalitzat per la mort d'Hergé; en foren publicats els esbossos que deixà inacabats; apareix sobretot el misteriós personatge d'Ennadine; Tintín és arrossegat a punt de morir al final de l'àlbum...

### Àlbum per a l'any 2052
L'editorial Casterman i la societat Moulinsart, que agrupa els gestors de l'obra d'Hergé, van anunciar, l'octubre de 2013, que l'any 2052 es publicarà un llibre nou per evitar que el personatge passi a ser de domini públic, ja que es compliran els setanta anys de la mort de l'autor.

## Les aventures de Tintín al cinema i la televisió

### Pel·lícules
- 1961: Tintín i el misteri del toisó d'or de Jean-Jacques Vierne
- 1964: Tintín i el misteri de les taronges blaves de Philippe Condroyer

### Pel·lícules d'animació
- 1947: Le crabe aux pinces d'or de Claude Misonne (animació en volum)
- 1969: Tintín i el temple del sol de Raymond Leblanc (dibuixos animats)
- 1972: Tintín i el llac dels taurons de Raymond Leblanc (dibuixos animats)
- 2011: Les aventures de Tintín: El secret de l'Unicorn de Steven Spielberg (captura de moviment)

### Sèries de televisió
- 1957: Les Aventures de Tintin, d'après Hergé (103 episodis en dibuixos animats)
- 1992: Les aventures de Tintín (21 episodis en dibuixos animats)